# Городское поселение Зеленоборский
Городско́е поселе́ние Зеленобо́рский — муниципальное образование в составе Кандалакшского района Мурманской области России. Административный центр — посёлок городского типа Зеленоборский.

## Описание
Муниципальное образование городское поселение Зеленоборский образовано законом Мурманской области от 2 декабря 2004 года. В его состав входят посёлок городского типа Зеленоборский, сёла Княжая Губа и Ковда, посёлки Пояконда и Лесозаводский, железнодорожные станции Ковда и Жемчужная.

## Население
| 2010  | 2012  | 2013  | 2014  | 2015  | 2016  | 2017  |
| ----- | ----- | ----- | ----- | ----- | ----- | ----- |
| 7215  | ↘6951 | ↘6796 | ↘6603 | ↘6491 | ↘6392 | ↘6280 |
| 2018  | 2019  | 2020  | 2021  | 2023  |       |       |
| ↘6096 | ↘5973 | ↘5797 | ↘4115 | ↘3961 |       |       |

Численность населения, проживающего на территории населённого пункта, по данным Всероссийской переписи населения 2010 года составляет 7215 человек, из них 3721 мужчина (51,6 %) и 3494 женщины (48,4 %).

## Состав
| № | Населённый пункт | Тип населённого пункта      | Население    |
| - | ---------------- | --------------------------- | ------------ |
| 1 | Зеленоборский    | пгт, административный центр | ↘3628 (2023) |
| 2 | Жемчужная        | станция                     | ↘2 (2010)    |
| 3 | Княжая Губа      | село                        | ↘127 (2010)  |
| 4 | Ковда            | село                        | ↘20 (2010)   |
| 5 | Ковда            | станция                     | ↘37 (2010)   |
| 6 | Лесозаводский    | населённый пункт            | ↘391 (2010)  |
| 7 | Пояконда         | населённый пункт            | ↘78 (2010)   |

## Местное самоуправление
Главы городского поселения
- Олег Николаевич Земляков
- Наталья Васильевна Колечкина[17]

Главы администрации
- Якуб Меликович Абдуллаев
- врио - Игорь Владимирович Коротков[17]
- с 2023 года (и.о.) - Шеховцова Любовь Павловна[17]

## Расположение
Муниципальное образование расположено в крайней южной части Мурманской области и не заходит на Кольский полуостров, полностью находясь на материке. Вместе с сельским поселением Зареченск  и сельским поселением Варзуга является самым южным муниципальным образованием области.
На севере граничит с городским поселением Кандалакша, на западе — с сельским поселением Зареченск, а на юге — с Лоухским районом республики Карелия. На юге территория поселения ограничена Кандалакшским заливом с неровными шхеристыми берегами. В состав поселения водит также несколько прилегающих островов залива, в том числе остров Великий. На западе поселение граничит с Ковдозером — одним из крупнейших озёр области. Кроме того, ряд относительно крупных озёр находится в южной и северо-западной части муниципального образования.
Расстояние (по прямой) от административного центра поселения до центра района — Кандалакши — 32 километра, до Мурманска — 230 километров. Через Зеленоборский проходят основные транспортные артерии области — автодорога федерального значения Санкт-Петербург-Мурманск и Октябрьская железная дорога Санкт-Петербург-Мурманск.

## Экономика
На территории поселения существуют как самостоятельные предприятия, так и подразделения Кандалакшских и иных организаций. Крупнейшие из них: в коммунальном хозяйстве — МУП ЖКХ «Зеленый Бор», МУП «Жилэкс Зеленоборский», ГУП «Кандалакшская теплосеть», ГУП «Кандалакшаводоканал»; в сфере общественного питания — ПО Зеленоборский кооператив; в сфере торговли — Зеленоборский рыбкооп; лесном хозяйстве и промышленности — Ковдозерский лесхоз и ОАО ЛПК «Зеленый Бор»; в транспортной сфере — ОАО Российские железные дороги и ОАО АТП № 1.

## Образование, культура и здравоохранение
По данным сайта администрации Мурманской области (данные на 2011 год) на территории городского поселения функционируют: 3 средние школы, 4 дошкольных учреждения, специальная коррекционная школа-интернат, муниципальный детский дом, филиал Мурманского кооперативного техникума Облпотребсоюза, профессиональное училище и 3 учреждения дополнительного образования.
Среди культурных учреждений поселения — ЦДК, ДК «Восток», СДК села Княжая Губа и СДК «Дружба». Все они подтвердили свой статус в 2005 году. В учреждениях проводится ряд фестивалей и конкурсов, в том числе фестиваль детского творчества «Таланты и поклонники», конкурс детского творчества «Маленькая страна» и конкурс-фестиваль «Открываем таланты».
Библиотечный комплекс представлен пятью библиотеками и одним пунктом выдачи книг.
В административном центре муниципального образования действует Зеленоборская городская больница вместительностью 85 койко-мест. Кроме того, медицинское обслуживание населения осуществляется тремя фельдшерско-акушерскими пунктами.

## Галерея

Зеленоборский. Панорама посёлка
Пояконда. Вид на Ругозёрскую губу

## Источник
- Карта и информация муниципального образования на сайте администрации Мурманской области